# Lago di Pian Palù
Il lago di Pian Palù è un bacino artificiale, sito nel comune di Peio, che sfrutta le acque del bacino del torrente Noce, affluente di destra del fiume Adige.
Il serbatoio fu edificato dalla società Edisonvolta S.p.a. di Milano durante gli anni cinquanta a 1800 m s.l.m., ha una capacità di circa 15,5 milioni di metri cubi.
È raggiungibile a piedi dal Fontanino di Celentino, in circa venti minuti. Da qui partono molti sentieri: per la conca del Montozzo e il rifugio Bozzi, per il classico giro del lago fino alla malga Palù, il sentiero per la malga Paludei, il lago Stiel, il sentiero per il bivacco "Battaglione Sciatori Monte Ortles", il passo della Sforzellina, il Corno dei Tre Signori, i laghetti della Vallumbrina, la val Piana, la val degli Orsi con possibilità della punta San Matteo raggiungendo il bivacco Meneghello.

## Galleria d'immagini

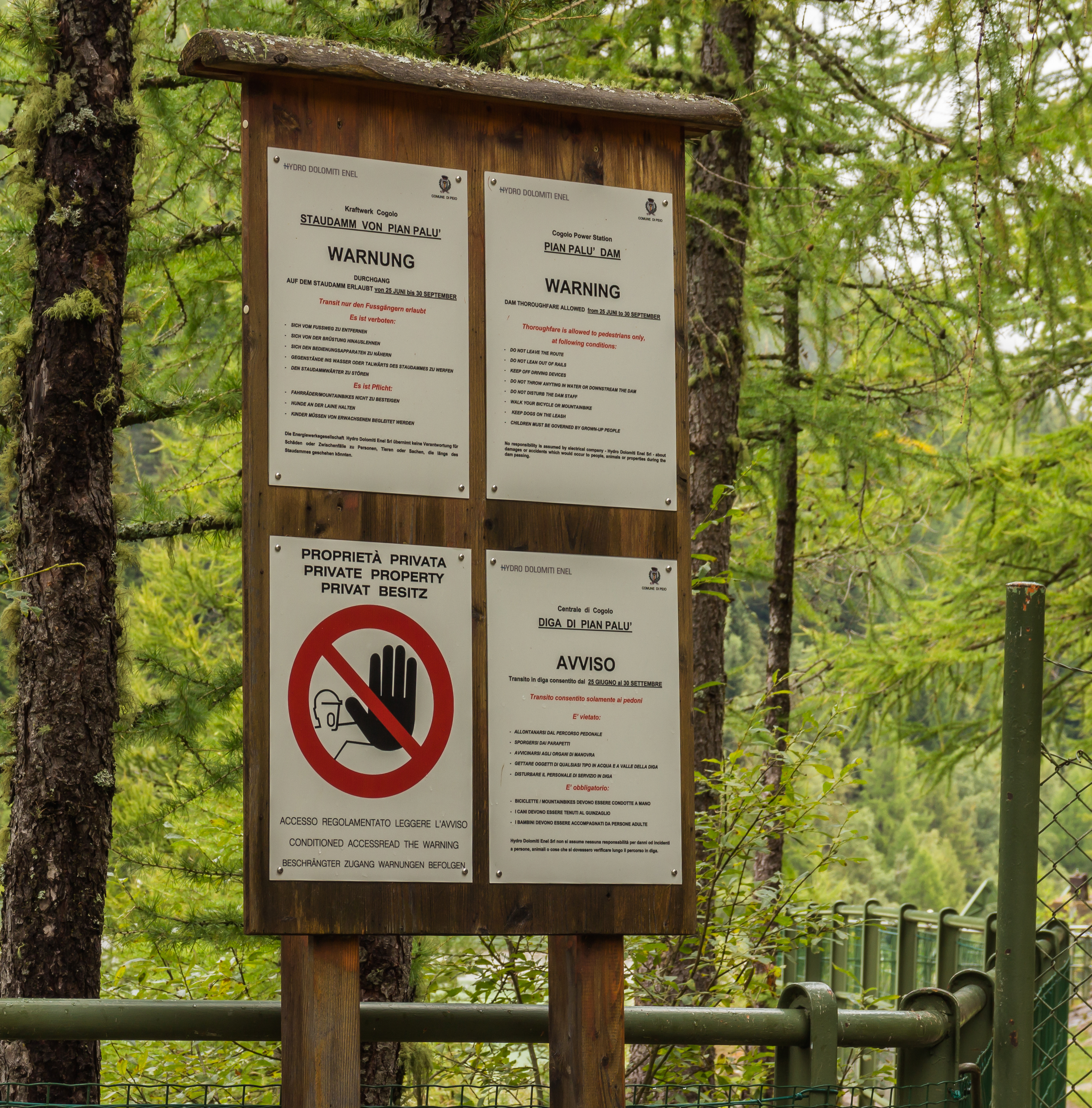
Cartelli informativi presso il lago artificiale di Pian Palù.
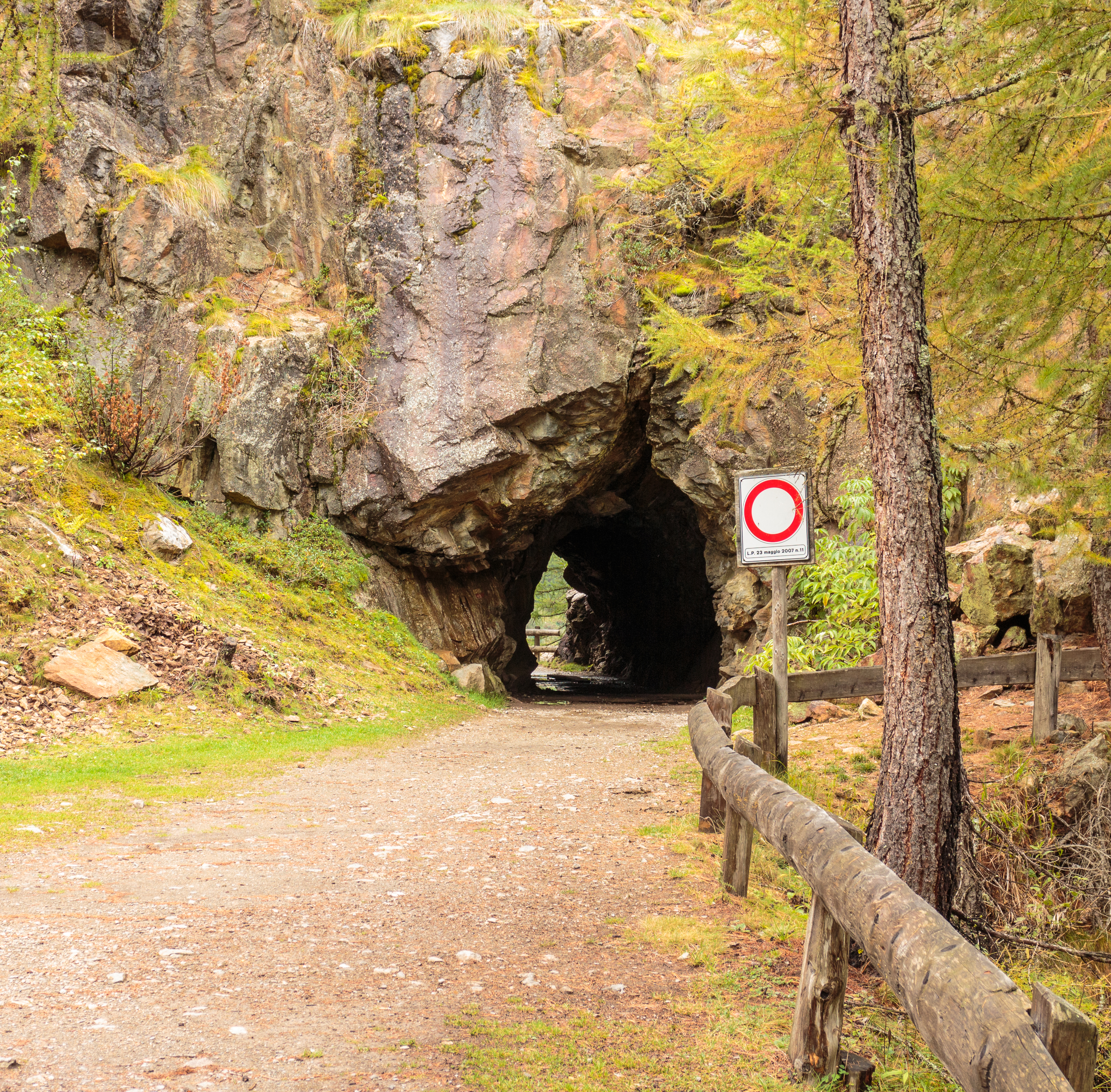
Galleria lungo il percorso del lago.
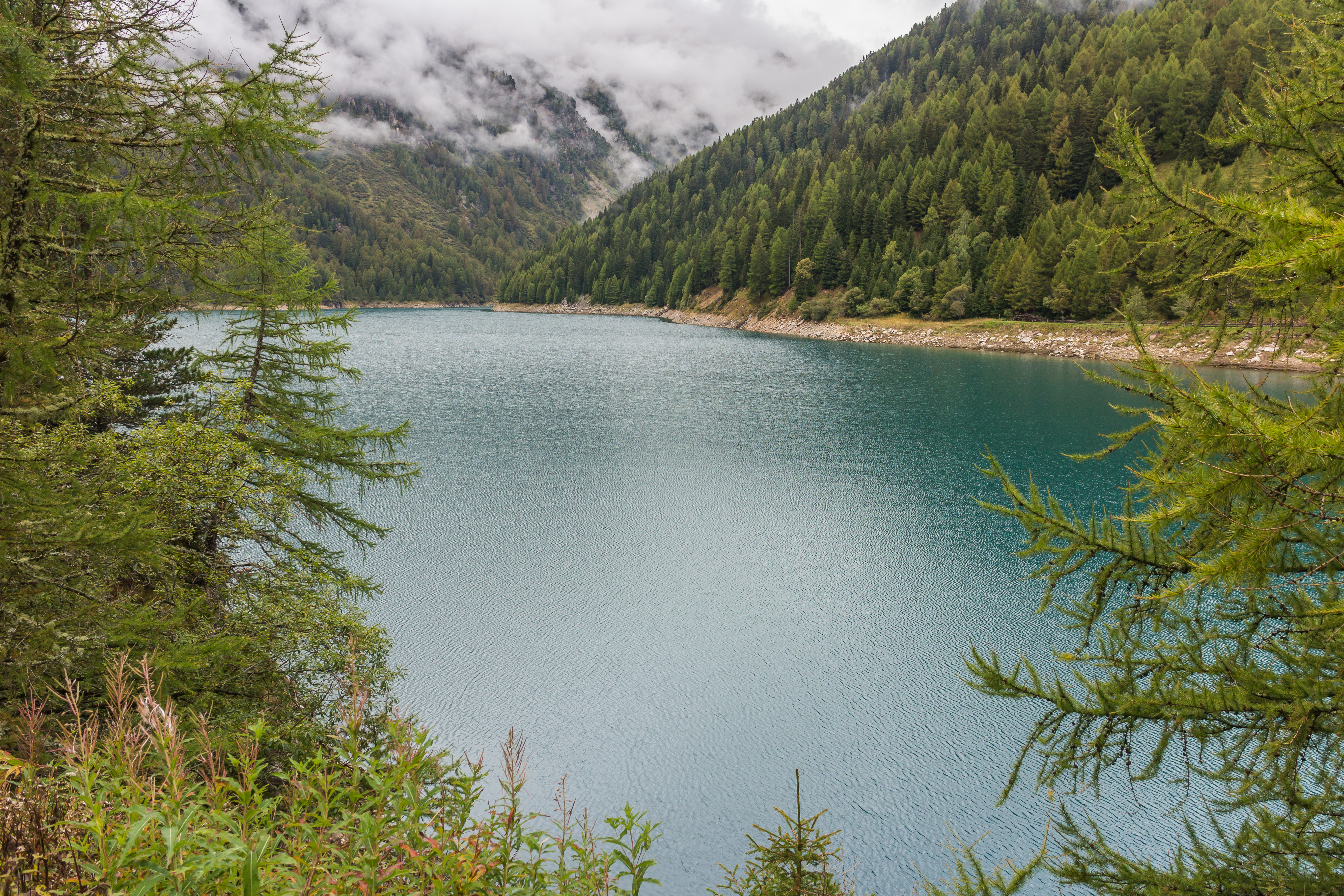
Vista del lago di fronte alla diga.